# Districte de Boulogne-Billancourt
El Districte de Boulogne-Billancourt és un dels tres districtes amb què es divideix el departament dels Alts del Sena, a la regió de l'Illa de França. Des del 2017 té 6 cantons i 8 municipis.
El cap del districte és la sotsprefectura de Boulogne-Billancourt.

## Composició

### Cantons
Els cantons del districte de Boulogne-Billancourt son:
- Boulogne-Billancourt-1
- Boulogne-Billancourt-2
- Clamart (en part)
- Issy-les-Moulineaux
- Meudon
- Saint-Cloud (en part)

### Municipis
Els municipis del districte de Boulogne-Billancourt, i el seu codi INSEE, son:
1. Boulogne-Billancourt (92012)
2. Chaville (92022)
3. Issy-les-Moulineaux (92040)
4. Marnes-la-Coquette (92047)
5. Meudon (92048)
6. Sèvres (92072)
7. Vanves (92075)
8. Ville-d'Avray (92077)